# Tokyo Verdy 1969 Football Club
Tokyo Verdy (em japonês:  東京ヴェルディ Tōkyō Verudi) é um clube profissional de futebol do Japão, jogando atualmente na J. League, a 1ª divisão do campeonato nacional. Manda seus jogos no Ajinomoto Stadium. O Tokyo Verdy é conhecido por ter vários jogadores brasileiros famosos, como Hulk, Bismarck, Carlos Alberto Dias, Edmundo, Alcindo e Ruy Ramos (naturalizado japonês).
O nome do clube deriva da palavra em português verde.

## História

### Primeiros anos e ascensão ao topo (1969-1983)
Em outubro de 1968, após o triunfo da medalha de bronze do Japão nos Jogos Olímpicos de 1968 na Cidade do México e o grande interesse pelo futebol, o presidente da Japan Football Association, Ken Nozu, visitou o presidente do Yomiuri Giants, Matsutaro Shorik, para perguntar se o Yomiuri estava disposto a montar um clube, estabelecendo seu próprio clube de futebol. Shoriki morreu um ano depois, em 1969, mas não antes de assinar seu nome para os planos de estabelecer o Yomiuri Football Club. Apoiado pelo Yomiuri Group e pela NTV, o Yomiuri Football Club foi lançado pela primeira vez no Tokyo Local League B (5º nível) em 1969. Eles começaram a ganhar promoções da Liga Local de Tóquio para a Liga de Futebol Kanto (3ª divisão ) em 1971. Em 1971, Yomiuri ficou em 3º lugar e foi promovido para Segunda Divisão da Liga de Futebol do Japão. 
Por fim, eles foram promovidos para a Primeira Divisão em 1978, iniciando uma longa carreira de sucesso na primeira divisão. Seu primeiro título importante foi a Copa da Liga de Futebol do Japão em 1979.

### Era de Ouro (1983-1994)
A partir de seus dias como Yomiuri FC, a propriedade teve visões de um equivalente de futebol do beisebol Yomiuri Giants - uma potência repleta de estrelas com fãs em todo o Japão. Como o futebol japonês iniciou sua transição da JSL para a J. League no início dos anos 90, investiu pesadamente em estrelas e contou com os internacionais do Japão Kazuyoshi Miura, Ruy Ramos e Tsuyoshi Kitazawa.
Em 1987 o clube ganhou o seu título de maior expressão de sua história a Liga dos Campeões da Ásia.
Os dois últimos campeonatos da JSL como Yomiuri FC em 1990-91 e 1991-92, e depois vencendo os dois primeiros campeonatos como Verdy Kawasaki em 1993 e 1994, conquistando efetivamente quatro títulos consecutivos da liga japonesa, somando um total de sete no total ; o mais alto no sistema japonês. O Verdy também venceu a Copa do Imperador de 1996 e três Copas da Liga Japonesa de 1992 a 1994. 
A JSL se separou e reformou-se com a profissionalização da J. League em 1993. Neste momento a equipe se profissionalizou e renomeou-se Verdy Kawasaki. Segundo o site oficial do clube, o nome deriva-se da palavra em português verde, provavelmente devido a cor do clube.  Embora Yomiuri tenha abandonado o nome do clube quando o clube se separou da empresa, a equipe permaneceu sob a propriedade do Yomiuri até 1997, quando foi adquirida pela Nippon Television Network, o braço de transmissão do Yomiuri Group.

### Falta de sucesso e de apoio (1995-2000)
Este sucesso inicial não durou, no entanto, e como as estrelas envelheceram, o desempenho da equipe sofreu. A Copa do Imperador de 1996 seria seu último grande título da década. A desaceleração da economia nacional e o arrefecimento da moda da J. League significaram que todas as equipes tiveram que cortar despesas. Isso significava que o Verdy não podia mais comprar substitutos caros para suas estrelas envelhecidas.
A temporada 1996 da J. League viu o Verdy Kawasaki terminar em 7º lugar no geral, a posição mais baixa da liga naquele momento, e cairia ainda mais na temporada 1997 , terminando em 15° geral de 17 equipes. Embora o Verdy tenha voltado à proeminência em 1999, terminando em 2º no 1ª turno, o ressurgimento durou pouco, caindo para o 10º lugar no 2ª turno.
Enquanto isso, os esforços da equipe para se tornar "Equipe do Japão" alienaram os fãs locais em Kawasaki. Os salários caros e o comparecimento conturbado fizeram com que as dívidas do clube aumentassem. Lutando para competir com o recém-profissionalizado rival Kawasaki Frontale, da cidade vizinha Yokohama, com o Yokohama F. Marinos e o Yokohama Flügels, o Verdy tomou a decisão de deixar Kawasaki.

### Retorno a Tóquio (2001–2005)
Em 2001, o clube retornou de Kawasaki para Chōfu, Tóquio e foi renomeado como Tokyo Verdy 1969 para refletir a nova cidade natal e as origens do clube como Yomiuri FC. Embora o Verdy tenha feito a jogada para aumentar sua base de fãs e se distanciar de seus rivais. Tóquio já tinha um clube na J1, o FC Tokyo. Apesar de um aumento acentuado no número de torcedores do Verdy, este ainda estava bem abaixo do FC Tokyo. Seus novos rivais locais haviam sido promovidos a J1 em 2000 e já haviam capturado um grande número de torcedores que Verdy esperava adquirir.
Em seu primeiro ano em Tóquio, o Tokyo Verdy 1969 se viu atrás do FC Tokyo na classificação e terminou em último no 1ª turno na temporada de 2001. Apenas com uma vitória na última rodada do segundo turno, salvou o clube do rebaixamento para a J2. O Tokyo Verdy 1969 estava de volta ao fundo da tabela na  temporada de 2002 , mas novamente terminou a temporada forte, ficando em  quarto lugar no final do campeonato.
Sob o comando de Osvaldo Ardiles, ganharam a Taça do Imperador em 1 de janeiro de 2005, o seu primeiro grande título em 9 anos e o primeiro em Tóquio. 
No entanto, a temporada de 2005 viu Tokyo Verdy 1969 cair para o seu pior final de sua história, terminando em 17º de 18. Esta foi a primeira temporada após o desmantelamento do formato de temporada de dois estágios, e o Tokyo Verdy 1969 foi rebaixado para a J2, após 28 anos de futebol de primeira linha. A temporada foi marcada por três grandes perdas em julho: 1-7 para Gamba Osaka em 2 de julho, 0-7 para Urawa Red Diamonds em 6 de julho e 6-0 para Júbilo Iwata em 17 de julho. Em seguida, Tokyo Verdy demitiu Ardiles dois dias depois.  Na época de sua demissão, o time de Ardiles sofreu 23 gols em seus últimos 5 jogos e teve uma sequência de 9 partidas sem vitórias. No entanto, o problemático Verdy perturbou o gigante europeu Real Madrid.(que estavam na Ásia em uma turnê de pré-temporada), 3-0 em 25 de julho.

### Volta para segunda divisão (2006-presente)
Para a temporada de 2006, o clube nomeou a ex-lenda do Verdy Kawasaki, Ruy Ramos, como treinador em 22 de dezembro de 2005.  Tokyo Verdy 1969 encontrou-se na posição ímpar de competir na Liga dos Campeões da AFC enquanto jogava no segundo nível. Depois que o Tokyo Verdy 1969 foi rebaixado, o clube liberou muitos dos jogadores veteranos, deixando um núcleo de jovens jogadores, mais notavelmente o Takayuki Morimoto , que se tornou o jogador mais jovem a marcar na J. League aos 15 anos em 2004. 
Na temporada de 2007 , o Tokyo Verdy 1969 conseguiu vencer o Thespa Kusatsu por 5-0 no primeiro turno. Depois de um breve confronto com o Consadole Sapporo sobre o título do J2, Tokyo Verdy 1969 teve de se contentar com o vice-campeonato - o que foi o suficiente para levar a promoção de volta ao topo de 2008 . Nessa época, o clube renomeou-se pela segunda vez, abandonando o nome de sua equipe em 1969 , mas o nome da corporação de gestão permaneceu como Tokyo Verdy 1969 .
Verdy seria mais uma vez rebaixado depois de terminar em penúltimo lugar em 2008.
Em 17 de setembro de 2009, a NTV anunciou que iria se desfazer das ações do clube e transferi-lo para uma nova holding, a Tokyo Verdy Holdings, fechando 40 anos de suporte financeiro direto do Yomiuri / NTV.  A J. League aprovou a transferência, mas fez com que Verdy encontrasse um novo patrocinador em 16 de novembro ou arriscasse não poder jogar a J2 na temporada de 2010 .
Em outubro de 2010, o Tokyo Verdy assinou um contrato de patrocínio de cinco anos com a empresa de varejo  e vestuário Xebio.  O acordo de patrocínio viu o logotipo da Xebio colocado no kit da Tokyo Verdy e inclui os direitos de nomeação para dois jogos caseiros da temporada regular.  Xebio também produz o kit de clubes de futebol, embora sob sua marca esportiva "Ennerre". Após conversas com a Xebio, várias empresas decidiram investir na empresa e a nova administração liderada pela Xebio foi anunciada em novembro.
Atualmente o clube continua jogando a J2-League tentando retomar seus anos de glórias.

## Títulos
| INTERCONTINENTAIS | INTERCONTINENTAIS        | INTERCONTINENTAIS | INTERCONTINENTAIS                     |
|                   | Competição               | Títulos           | Temporadas                            |
| ----------------- | ------------------------ | ----------------- | ------------------------------------- |
|                   | Copa Sanwa Bank          | 1                 | 1994                                  |
| CONTINENTAIS      |                          |                   |                                       |
|                   | Competição               | Títulos           | Temporadas                            |
|                   | Liga dos Campeões da AFC | 1                 | 1987                                  |
| NACIONAIS         |                          |                   |                                       |
|                   | Competição               | Títulos           | Temporadas                            |
| Japão             | Liga Japonesa de Futebol | 5                 | 1983, 1984, 1986–87, 1990–91, 1991–92 |
| Japão             | J1 League                | 2                 | 1993 e 1994                           |
| Japão             | Copa do Imperador        | 5                 | 1984, 1986, 1987, 1996 e 2004         |
| Japão             | Copa da Liga Japonesa    | 3                 | 1992, 1993 e 1994                     |
| Japão             | Xerox Super Cup          | 4                 | 1984, 1994, 1995, 2005                |

## Outros esportes
O Verdy é um clube desportivo que, além do futebol tem outros esportes, como: futebol feminino, vôlei e triatlo feminino.